# 川瀬眞由美
川瀬 眞由美（かわせ まゆみ、1963年1月29日 - ）はテレビ朝日番組審査室所属の社員で、同社の元アナウンサー。

## 人物・経歴
神奈川県横浜市栄区（当時は戸塚区）出身。神奈川県立柏陽高等学校、立教大学文学部日本文学科卒業後、1985年テレビ朝日入社。アナウンサー時代は長く報道番組を中心に担当していた（1993年10月から5年半は社会部記者も兼務）。2006年7月から2008年3月までテレビ朝日アナウンサースクールに校長として現職出向し、2010年に番組審査室(担当部長）へ異動後も講師として後進を育てている。

## 過去の出演番組
報道・情報ワイドショー番組
| 期間                 | 期間               | 番組名                | 役職 |
| -------------------- | ------------------ | --------------------- | --- |
| 1986年10月           | 1987年9月          | モーニングファイル    | メインキャスター |
| 1987年10月           | 1990年3月          | やじうまワイド        | 総合司会 |
| 1989年10月           | 1990年3月          | ニュースプロフィール  | お天気キャスター |
| 1990年4月            | 1992年9月          | CNNデイブレイク       | メインキャスター兼『ANNニュースフレッシュ』担当キャスター ※いずれも1991年3月まで月～木曜日担当、同年4月から火～金曜日担当 |
| 1992年10月           | 1993年3月          | CNNデイブレイク       | 月～水曜日メインキャスター                                                                                                |
| 1993年4月            | 1993年9月          | スーパーモーニング    | 総合司会 |
| 1993年4月            | 1994年3月          | スポーツフロンティア  | サブキャスター |
| 1993年10月1995年10月 | 1995年3月1997年9月 | ステーションEYE       | 週末メインキャスター |
| 1994年4月            | 1995年9月          | フロンティア          | レギュラーキャスター |
| 1996年10月2002年7月  | 1997年3月2003年3月 | ANNニュース           | 週末昼枠での担当キャスター                                                                                                |
| 1997年10月           | 1999年3月          | スーパーJチャンネル   | 週末メインキャスター |
| 1999年10月           | 2000年3月          | スーパーJチャンネル   | 月～水曜日サブキャスター                                                                                                  |
| 2000年4月            | 2002年9月          | スーパーJチャンネル   | 隔日交代でのサブキャスター                                                                                                |
| 2002年7月            | 2003年3月          | ANNニュースフレッシュ | 週末担当キャスター |

その他
- 東京サイト（ナレーション）
- News Access（BS朝日、不定期）
- テレ朝チャンネルニュース（CSテレ朝チャンネル、不定期） - BS朝日のNews Accessと同形態の番組
- パックンたまご!（1985年10月 - 1986年3月、レギュラー）
- はい!テレビ朝日です（2014年7月6日） - 放送番組審議会事務局担当部長として、やじうまワイドなどで共演した吉澤一彦と久冨慶子と出演

## 同期アナウンサー
- 上田結香（退社）
- 寺崎貴司